# 加藤木氏
加藤木氏（かとうぎし）は日本の氏族。

## 概略
加藤木氏の本姓は藤原氏。もとは加藤氏といい、陸奥国（岩代国）に田村郡に多いという。

## 幕末維新期に活躍した加藤木姓の人物

### 尊王派として討ち死に、獄死した人物
- 加藤木茂八郎 水戸藩士。目付同心組。諱は重成。天狗党の乱に加わり、捕えられる。慶応元年（1865年）6月25日、水戸で獄死する。享年42。靖国神社合祀[2]。
- 加藤木東之介 常陸国茨城郡孫根村の里正 加藤木七衛門の長男として生まれる。天狗党の乱に加わり、元治元年（1864年）10月18日、那珂郡部田野で傷を負い翌日、死す。享年34。靖国神社合祀[3]。
- 加藤木勇之介 茨城郡高久村の百姓。諱は尚義。天狗党に加わり西上、慶応元年（1865年）2月15日、越前国敦賀にて斬首。享年20。靖国神社合祀[4]。
- 加藤木総吉 茨城郡北方村の百姓。慶応元年（1865年）2月16日（19日とも）、越前国敦賀にて斬首。享年26。靖国神社合祀[4]。

### 佐幕派として討ち死に、獄死した人物
- 加藤木左内衛門 水戸藩士。奥祐筆。結城寅寿ら諸生党に属し、安政4年（1857年）水戸赤沼に獄死する[5]。